# Канава (Винницкая область)
Канава (укр. Канава) — село на Украине, находится в Тывровском районе Винницкой области.
Код КОАТУУ — 0524583503. Население по переписи 2001 года составляет 160 человек. Почтовый индекс — 23306. Телефонный код — 4355.
Занимает площадь 1,63 км².

## Адрес местного совета
23306, Винницкая область, Тывровский р-н, с. Колюхов, ул. Калинина, 4